# 周沐润
周沐润，河南祥符县（今属开封市）人，清朝政治人物。
道光十六年（1836年）登進士，道光二十二年（1842年）任江苏嘉定县知县。道光二十六年（1846年）任上海县知县一职。